# Czinke Ferenc (költő)
Czinke Ferenc (Fényeslitke, 1761. szeptember 2. – Buda, 1835. július 13.) egyetemi tanár, költő.

## Élete
Nemes és tehetős szülőktől származott. Miután a gimnáziumot Budán befejezte, különösen az irodalommal és klasszika-filológiával foglalkozott és tanári pályára készült. 1785-ben a pécsi középiskola helyettes tanára lett, 1789-ben Szombathelyen, 1793-ban Sopronban, 1801-ben Budán tanított. Révai Miklós halála után 1808-ban a pesti egyetemen a magyar nyelv és irodalom, majd utóbb a nyelvészeti tanszéken tanár. Tanítványaival dramatizált, népeskedő verseit adatta elő. 1830. március 9-én nyugdíjazták.
A kortársak nem voltak jó véleménnyel Czinke szakmai tudásáról. „Révai Miklós méltatlan utódának tartották, Vörösmarty epigrammában gúnyolta.” Toldy Ferenc idiótának, Kazinczy Ferenc íztelen buffónak nevezte. Kazinczy írta Czinkéről Sipos Pálnak, 1810. 03. 22 :„...A magyar nyelv prof. a Pesti universitásnál Czinke Ferencz…a nyavalyás professzor, aki nem tudja, hogy a mesterségnek nem az a természete van, ami a külvilágnak. Az aestheticus hosszan magyarázza, hogy a portraitet nem úgy kell festeni, mint ahogy azt a tükör adja vissza...” Kölcsey Ferenc (szellemi) nyomoréknak tartotta.

## Munkái
- A magyar nyelv dicsérete egy ódában. Pécs, 1789.
- A szombathelyi franczia iskola hallgatói H. n., 1791.
- An die Ungarn der löbl. Eisenburger Gespannschaft insgesamte Beschreibung des neuen Gemähldes des heil. Ungarischen Königs Stephans in Steinamanger, aus dem Ungarischen übersetzt anno 1793 von Seraphinus Geiger. Hely n.
- Öt magyar óda szent István napjára. Szombathely, 1792.
- A hegyfalvi, történetbéli képesszálának magyarázatja. Vitézi versekben németből Dorfmeister István után szabadon forditotta egy tiszaháti magyar. (Veszprém), 1894.
- Köszönő versek gr. Hallerné asszonyhoz, midőn Berghofer úr jubileumi beszédét kinyomtattatná. Sopron, 1795.
- Ode ad suam majestatem. Qua pecuniam pro subsidio belli gratuito collatam, nomine poetarum et totius gymnasii Soproniensis obtulit. H. n., 1796.
- Magyar idyllion pásztori dal, folyó vitézi versekben. Irta egy alföldi juhász. Pest, 1797.
- Örvendező Febus Somogyvármegyéhez, midőn gróf Széchenyi Ferencz főispáni méltóságába beiktatódott Kaposváron szent Jakab hava 4. 1798., Sopron.
- Halotti versek b. Mesznil József úr temetésének tiszteletére 1798. Uo.
- Öt tábori Mars lantos versekben a magyar nemes insurrectzióra. Buda, 1800.
- A köszönő muzsa ő nagyságához Szerdahelyi György Alojzius urhoz. Karácsonyi mátkatál gyanánt. 1801. Pest.
- Beszéd a magyar nyelv ügyében 4. ápr. 1804. Pest.
- Rumbach Sebestyénhez. Pest, 1805.
- A budai oskolák királyi ünnepe máj. 4. 1807. Buda. (Lantos versekben.)
- Próbatétel a magyar ékesszólásnak gyakorlásaiból 1808. Uo.
- Próbatétel a magyar ékesszóllásnak gyakorlásaiból a tudományok kir. pesti universzitásánál 1808. Kisasszony hava 4. leczkézte. Uo.
- Elegia Hirsch Mihály úr emlékezetére Pesten 14. nov. 1809. H. n.
- Papagénó bodzafurulya egy hevenyében penderitett szatira vitézi versekben. Felelet gyanánt a rhytmusok vagyis cadentiás versek minapi védelmezőjének sat. Pest, 1810. (Az Új Holni I.)
- Beszéd a magyar nyelv ügyében sat. Uo. 1810. (Az Új Holmi II.)
- I. B. Néhai Uj Holmi hónapos irásnak emlékezete Pesten 25. febr. 1810. Egy magyar halotti elegyiának parodiája. H. n.
- Hogy lehessen a jávorfa leveléből czukrot csinálni. A főméltóságú kir. helytartó tanács parancsolatjára ford. Buda, 1812.
- Hogy lehessen a kukoriczaszár leveléből gyümölcse megszedése után szirupot és czukrot csinálni. A főmélt. királyi helytartótanács parancsolatjára Neuhold Nep. János után ford. Uo. 1812.
- Értekezés hogy lehessen a kukoriczaszár és jávorfa leveléből czukrot csinálni. Rövidítette Mitterpacher Lajos apátur. Ford. Uo. 1813.
- Az ifjú tudósok gyűlése Pesten 1813. Egy dramatizált beszélgetés vitézi versekben. Uo. 1813.
- Ode hungarica cum versione latina ad suam majestatem imperatorem Russorum. Budae, 25. oct. 1814. Budae.
- Két poétai levél. Pest, 1816. (Egyik Czinkeé Tóth Lászlóhoz, másik Tóth Lászlóé Czinkéhez.)
- Nagy emberek beszélgetései az Elisium mezején. Irta franczia érsek Fenelon ford. Buda, 1816.
- Az ifjú szószólók gyűlése a magyar nyelvnek ügyében Mohács mezején. Uo. 1818.
- Irókéz. Bohósdi vagy bohózat Abderában. Uo. 1825.
- Siralom. Uo. 1828. (Gyászvers Kulcsár István halálára.)

## Kéziratos munkái
- Latin Óda és Carmen (1808 és 1809.);
- Elmefuttatás (1809);
- Kovachichné élete versekben és Tündérkép... Idylhonban.